# Premio UEFA al Mejor Jugador en Europa 2015
El Premio UEFA al Mejor Jugador en Europa 2015 es un galardón que se otorgó por la Unión de Asociaciones de Fútbol Europea (UEFA) al mejor futbolista europeo de la temporada 2014-15. La distinción le fue entregada al ganador, Lionel Messi, en la ciudad de Mónaco, Francia, el 27 de agosto de 2015.
La votación se realizó por parte de un jurado de periodistas de cada una de las federaciones miembro de la UEFA, siendo un total de 53 periodistas especializados en fútbol. Entre ellos, un total de 35 futbolistas fueron los primeros seleccionados a optar al galardón, siendo Alemania el país más representado con siete futbolistas.

## Palmarés
Entre los diez seleccionados a optar a finalistas, la Juventus de Turín fue el club más representado con cinco jugadores, seguido por los tres del F. C. Barcelona.

### Finalistas
| Posición | Futbolista        | Club              | Votos |
| -------- | ----------------- | ----------------- | ----- |
| 1.º      | Lionel Messi      | F. C. Barcelona   | 49    |
| 2.º      | Luis Suárez       | F. C. Barcelona   | 3     |
| 3.º      | Cristiano Ronaldo | Real Madrid C. F. | 2     |

### Preseleccionados
Los tres finalistas saldrán de un total de diez jugadores que finalizaron clasificados según los puntos obtenidos en las votaciones.
| Posición | Futbolista        | Club              | Puntos |
| -------- | ----------------- | ----------------- | ------ |
| 1º       | Lionel Messi      | F. C. Barcelona   |        |
| 2º       | Luis Suárez       | F. C. Barcelona   |        |
| 3º       | Cristiano Ronaldo | Real Madrid C. F. |        |
| 4º       | Gianluigi Buffon  | Juventus F. C.    | 24     |
| 5º       | Neymar            | F. C. Barcelona   | 23     |
| 6º       | Eden Hazard       | Chelsea F. C.     | 21     |
| 7º       | Andrea Pirlo      | Juventus F. C.    | 12     |
| 8º       | Arturo Vidal      | Juventus F. C.    | 11     |
| 9º       | Carlos Tévez      | Juventus F. C.    | 8      |
| 10º      | Paul Pogba        | Juventus F. C.    | 5      |

| Predecesor: 2014 | Premio al Mejor Jugador de Europa de la UEFA 2015 | Sucesor: 2016 |